# Sommet de la Ligue arabe de 1967
Du 29 août au 3 septembre, les États arabes, réunis en sommet au Soudan, proclament les trois "non" de la Résolution de Khartoum : non à la paix avec Israël, non à la reconnaissance d'Israël, non à toute négociation avec Israël.

## Contexte
Le sommet de Khartoum consacre l'émergence de l'OLP et fixe les sommes que doivent lui verser annuellement les pays pétroliers.